# 1980-as Vuelta ciclista a España
Az 1980-as Vuelta ciclista a España volt a 35. spanyol körverseny. 1980. április 22-e és május 11-e között rendezték. A verseny össztávja 3225 km volt, és 20 szakaszból állt. Végső győztes a spanyol Faustino Rupérez lett.

## Végeredmény
|    | Versenyző              | Csapat           | Idő           |
| -- | ---------------------- | ---------------- | ------------- |
| 1  | Faustino Rupérez       | Zor-Vereco       | 88 óra 23' 21 |
| 2  | Pedro Torres           | Kelme-Gios       | 2' 15         |
| 3  | Claude Criquielion     | Splendor-Admiral | 3' 00         |
| 4  | Seán Kelly             | Splendor-Admiral | 3' 31         |
| 5  | Marino Lejarreta       | Teka             | 4' 32s        |
| 6  | Guido Van Calster      | Splendor-Admiral | 4' 44         |
| 7  | Johan De Muynck        | Splendor-Admiral | 4' 58         |
| 8  | Francisco Galdos Gauna | Kelme-Gios       | 5' 00         |
| 9  | Miguel Maria Lasa      | Zor-Vereco       | 5' 25         |
| 10 | Vicente Belda          | Kelme-Gios       | 6' 41         |